# Phyllobrostis daphneella
Phyllobrostis daphneella là một loài bướm đêm thuộc họ Lyonetiidae. Nó được tìm thấy ở Maroc, Algérie, Tunisia, Bồ Đào Nha, Tây Ban Nha, Pháp, Corse, Chính quốc Ý và Sardegna.
Sải cánh dài 8.8-9.5 mm đối với con đực và 9.5–10 mm đối với con cái. Con trưởng thành bay từ tháng 4 đến tháng 5 và một lần nữa vào tháng 8 làm hai đợt in France.
Ấu trùng ăn Daphne gnidium. Chúng ăn lá nơi chúng làm tổ.